# The First Letter
The First Letter è l'ultimo album pubblicato dagli Wire prima della seconda pausa della band, tra il 1992 e il 1999. Quest'album è una delle due pubblicazioni sotto il nome Wir; l'altra è un EP raro di due tracce, chiamato Vien. Il gruppo cambiò il proprio nome in Wir dopo l'abbandono del batterista Robert Gotobed, che lasciò la band perché non approvava il crescente uso di drum machine e in generale di strumenti elettronici da parte della band. La band non si sarebbe riformata prima del 1999, e non avrebbe più pubblicato nulla fino al 2002, quando furono immessi sul mercato gli EP Read and Burn 01 e Read and Burn 02 .

## Tracce
1. Take It (For Greedy) – 3:13
2. So and Slow It Grows – 5:13
3. A Bargain at 3 and 20 Yeah! – 2:55
4. Footsi - Footsi – 4:55
5. Ticking Mouth – 6:31
6. It Continues – 4:33
7. Looking at Me (Stop!) Stop! – 4:12
8. Naked, Whooping and Such-Like (Extended on and On) – 7:05
9. Tailor Made – 3:48
10. No Cows on the Ice – 4:16
11. A Big Glue Canal – 4:09
12. So and Slow It Grows (Single Mix) – 4:00

## Formazione
- Colin Newman - voce, chitarra
- Lewis - basso
- B. C. Gilbert - chitarra
- Paul Kendall - produttore, ingegnere del suono
- Pascal Gabriel - produttore, mixing di So and Slow It Grows (Single Mix)
- George Holt - ingegnere del suono
- Russell Haswell - design e immagini
- Sven - immagini 3w e stoneman
- Red Cloud - layout